# نور الدين الهاشمي
نور الدين الهاشمي (1945 -) هو كاتب وصحفي سوري.

## حياته
- ولد في حمص عام 1945.
- يحمل إجازة في اللغة العربية من جامعة دمشق عام 1971.[2]
- نشر أعماله الأولى في الصحف والمجلات السورية.

## مسيرته
- عمل مدرِّساً للغة العربية في سورية وبعض الأقطار العربية واستقال عام 1995 ليتفرغ للكتابة.[3]
- عضو جمعية أدب الأطفال في اتحاد الكتاب العرب

بدأ حياته الأدبية بكتابة القصة القصيرة في السبعينيات من القرن العشرين ثم اتجه إلى المسرح فكتب العديد من مسرحيات الكبار والأطفال وقدمت له المسارح في سورية وخارجها أكثر من عشرين عملا مسرحيا. كما تابع كتابة القصة القصيرة وصدرت له خمس مجموعات قصصية يكتب أدب الأطفال وله عشرون مسرحية طفلية وعدد من مجموعات قصص الأطفال
- يكتب الدراما التلفزيونية للكبار والصغار.[4]

## جوائز
- نال عدداً من الجوائز المحلية والعربيّة:
- الجائزة البرونزية عن مسلسله (الرجل الآلي) في مهرجان القاهرة الرابع للإذاعة والتلفزيون عام 1998
- الجائزة الثانية لقصة الأطفال التي أقامتها جريدة السبوع الأدبي الصادرة عن اتحاد الكتاب العرب في سورية عام 1994
- الجائزة الثانية للمسرحية القصيرة التي أقامتها جريدة السبوع الأدبي الصادرة عن اتحاد الكتاب العرب في سورية عام 1994ج
- الجائزة الثالثة لقصة الطفل العربي التي تقيمها الشيخة فاطمة بنت هزاع في الإمارات العربية لدورة عام 1999
- الجائزة الأولى في مهرجان أصيلة بالمغرب عام 2004 عن مسرحيته (الحاكم فانوس) للأطفال
- الجائزة الذهبية في مهرجان القاهرة للإذاعة والتلفزيون عام 2006 عن مسلسل (الأمنية الخامسة)
- الجائزة الذهبية في مهرجان القاهرة للإذاعة والتلفزيون عام 2006 لأحسن سناريو عن فيلمه (أزهار الصداقة) لللأطفال
- جائزة الإبداع الذهبية لأحسن سيناريو في مهرجان القاهرة للإذاعة والتلفزيون عام 2007عن فيلم (يوم واحد)
- جائزة الدولة في قطرلأدب الطفل في المسرح الدورة الخامسة عام 2013
- جائزة كتارا للروابة العربية الدورة الثامنة عام 2022[5]
- كما قدم للكاتب عشرات الأعمال والمسلسلات التلفزيونية: مسلسل رحلة الحظ عام 1992 (أطفال) مسلسل وادي الكسلان عام 1994 (أطفال) مسلسل سفينة الأحلام عام 1998 (أطفال) الكويت مسلسل الرجل الآلي عام 1998 (أطفال) مسلسل مرايا (تاليف مشترك) عام 1999 برنامج (الباقة) الإمارات العربية المتحدة عام 1998 برنامج (فكر...فكر) سورية عام 2000 مسلسل حكايا المرايا (تأليف مشترك) 2001 مسلسل مرايا 2002 (تأليف مشترك) مسلسل المهر الوفي (أطفال) السعودية عام 2003 مسلسل حكايا ساخنة 2003 مسلسل مرايا 2003 مسلسل كلاكيت 2003 مسلسل مرايا (عشنا وشفنا) 2004 مسلسل مرايا 2006 فيلم أزهار الصداقة (أطفال) عام 2006 فيلم يوم واحد (أطفال) عام 2006 مسلسل الأمنية الخامسة (أطفال) 2006 مسلسل اسماع وطنّش (تأليف مشترك) 2007 مسلسل مرايا 2011 فيلم اللمسة الذهبية (أطفال) القناة التربوية فيلم الزورق الفضي (أطفال) القانة التربوية مسلسل مرايا 2013 (تأليف مشترك)

## مؤلّفاته
في مجال القصة القصيرة:
- 1- نداء في ليل المدينة دار علا - حمص 1996
- 2-قصة انتحار معلن اتحاد الكتاب العرب - سورية - 1998
- 3- الدوران في قاع الزمان اتحاد الكتاب العرب - سورية 2002
- 4- يوم بكى الشيطان اتحاد الكتاب العرب - سورية 2006
- 5- ضحك كالبكاء دار نينوى دمشق 2010

في مجال المسرح
ـ
- غدير الغزلان ـ (مسرحيتان للأطفال)ـ اتحاد الكتاب العرب عام 1992.
- الصيد الثمين ـ (مسرحيتان للأطفال)ـ وزارة الثقافة عام 1993.
- جبل البنفسج (مسرحيتان للأطفال) وزارة الثقافة عام 1993
- سرحان في وادي الكسلان (ثلاث مسرحيات للأطفال) دار علا حمص 1996
- الأعداد السكرية (مسرحيتان للأطفال) اتحاد الكتاب - سورية
- جبل البنفسج ـ (مسرحيتان للأطفال)ـ وزارة الثقافة عام1993. ـ
- سرحان في وادي الكسلان (ثلاث مسرحيات للأطفال) ـ دار علا 1996
- الأعداد السكريّة ـ (مسرحيتان للأطفال)ـ اتحاد الكتاب العرب 1997 -
- الدب الطمّاع (مسرحية للأطفال) وزارة الثقافة _ سورية 2001 -
- ثلاث مسرحيات اتحاد الكتاب العرب - سورية عام 2006
- في مجال قصة الطفل
- الزورق الفضي دار البابا حلب 2008
- نمور في المسرح دار البا با حلب 2008 -
- هدية الثعلب دار البابا حلب 2008 -
- أحبك يا أمي دار البابا حلب 2008

من مؤلفاته للتلفزيون:
- - مسلسل «رحلة الحظ»- للاطفال.
- - مسلسل «وادي الكسلان» - للأطفال.
- - مسلسل «سفينة الأحلام» - للأطفال.
- - مسلسل «الرجل الآلي» - للأطفال.
- - مسلسل «المهر الوفي» - للأطفال - من إخراج حسان داوود.
- - مسلسل «حكايا ساخنة» - للمخرج غزوان بريجان
- - مسلسل الأمنية الخامسة الحائز عل الجائزة الذهبية في مهرجان القاهرة 2007
- - سلسلة مرايا مع الفنان ياسر العظمة منذ نهاية التسعينيات وحتى 2013
- مسلسل من مسرح الجريمة عام 2018 إنتاج التلفزيون العماني
- أعدّ لللإذعة عددا من الأعمال الدرامية :
- أجمل البيان في الطبيعة والإنسان
- قصائد وقصص
- شهب في سماء الإبداع
- السفينة عن رواية بر الحكمان للدكتور يونس الأخزمي
- قصص قصيرة عالمية
- مسرحيات خالدة
- الجوهرة والقبطان عن رواية للأديبة زوينة الكلباني
- جبل الشوع عن رواية للأديب زهران القاسمي
- الشراع الكبير عن رواية للأديب عبد الله الطائي
- رواية أبراهام غوبي لللأديب العماني خليل خميس
- رواية دلشاد للكاتبة بشرى خلفان